# San Fernando (Chili)
San Fernando is een gemeente in de Chileense provincie Colchagua in de regio Libertador General Bernardo O'Higgins. San Fernando telde 73.973 inwoners in 2017 en heeft een oppervlakte van 2441 km².

## Foto's

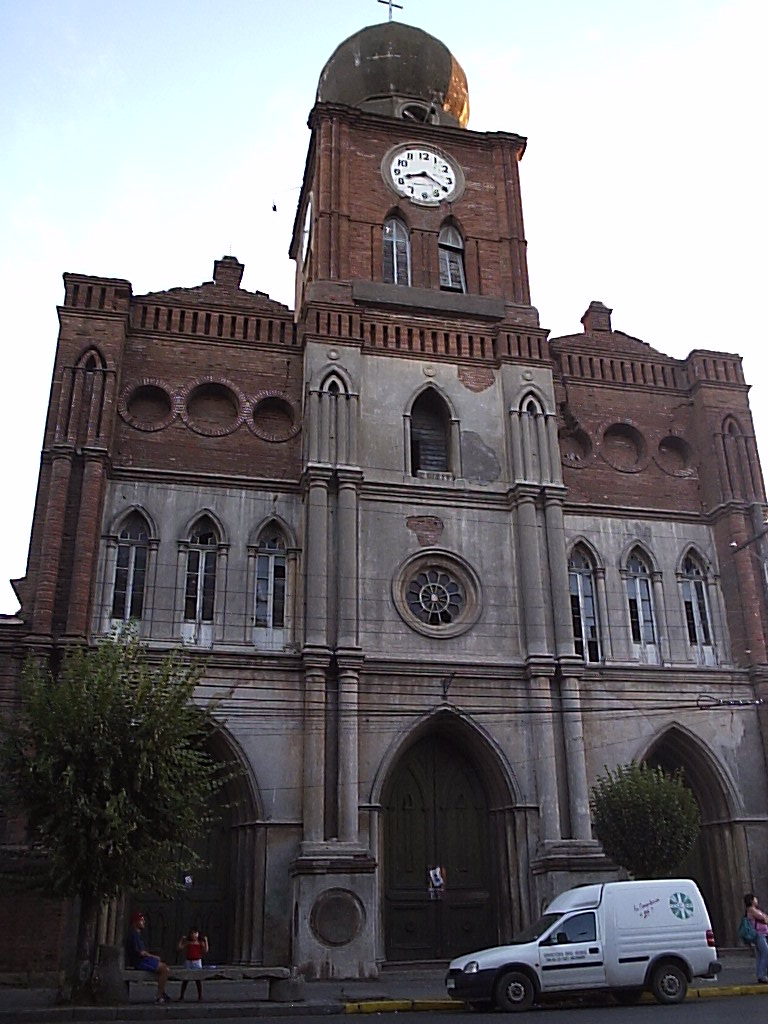
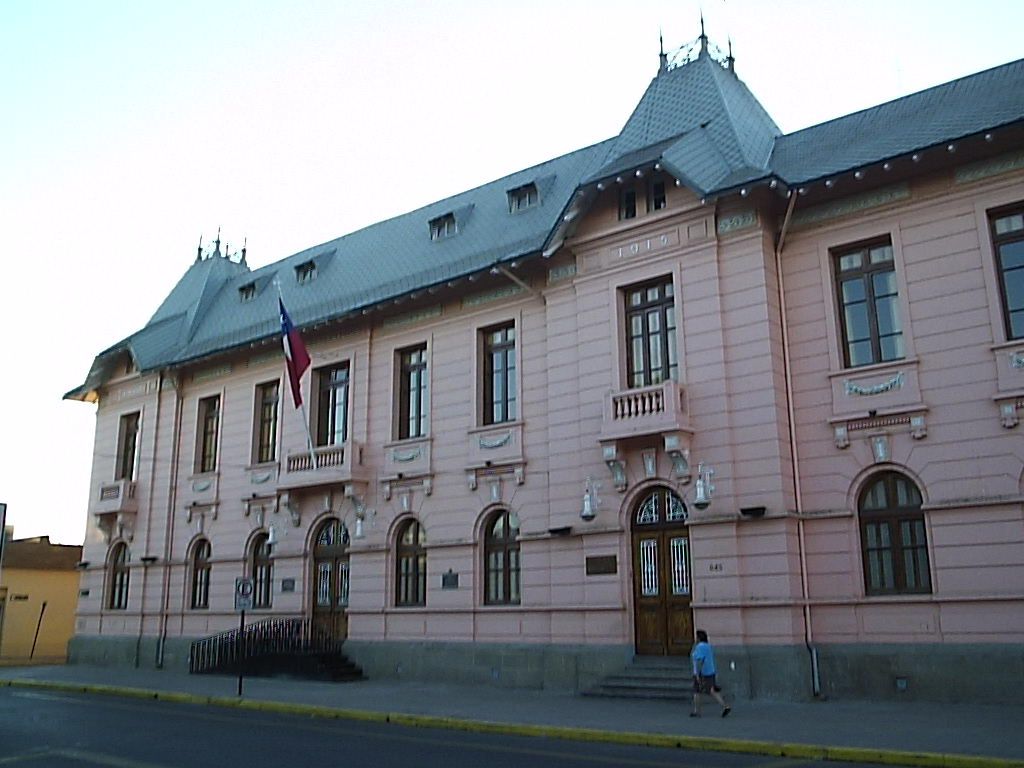
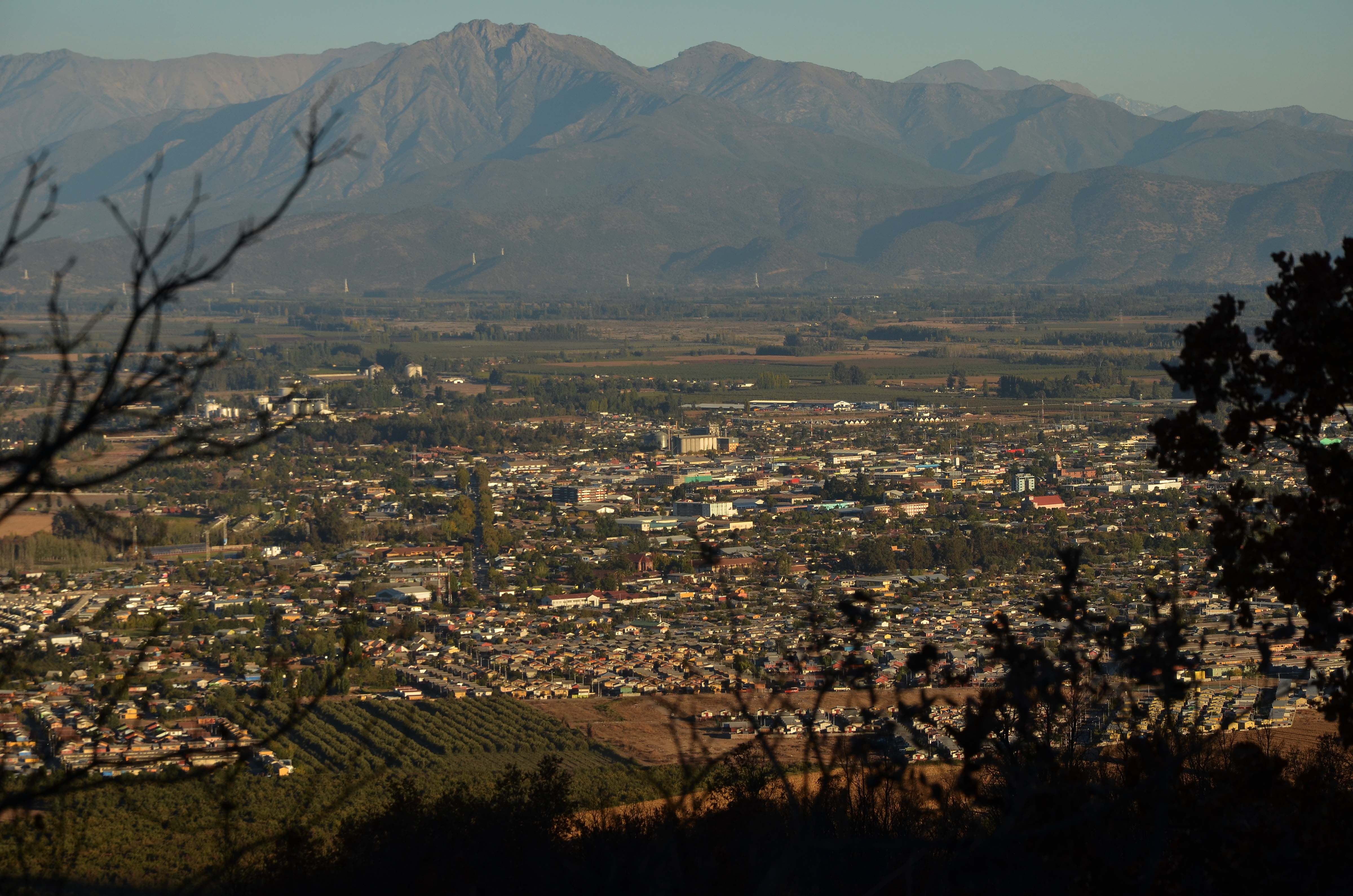
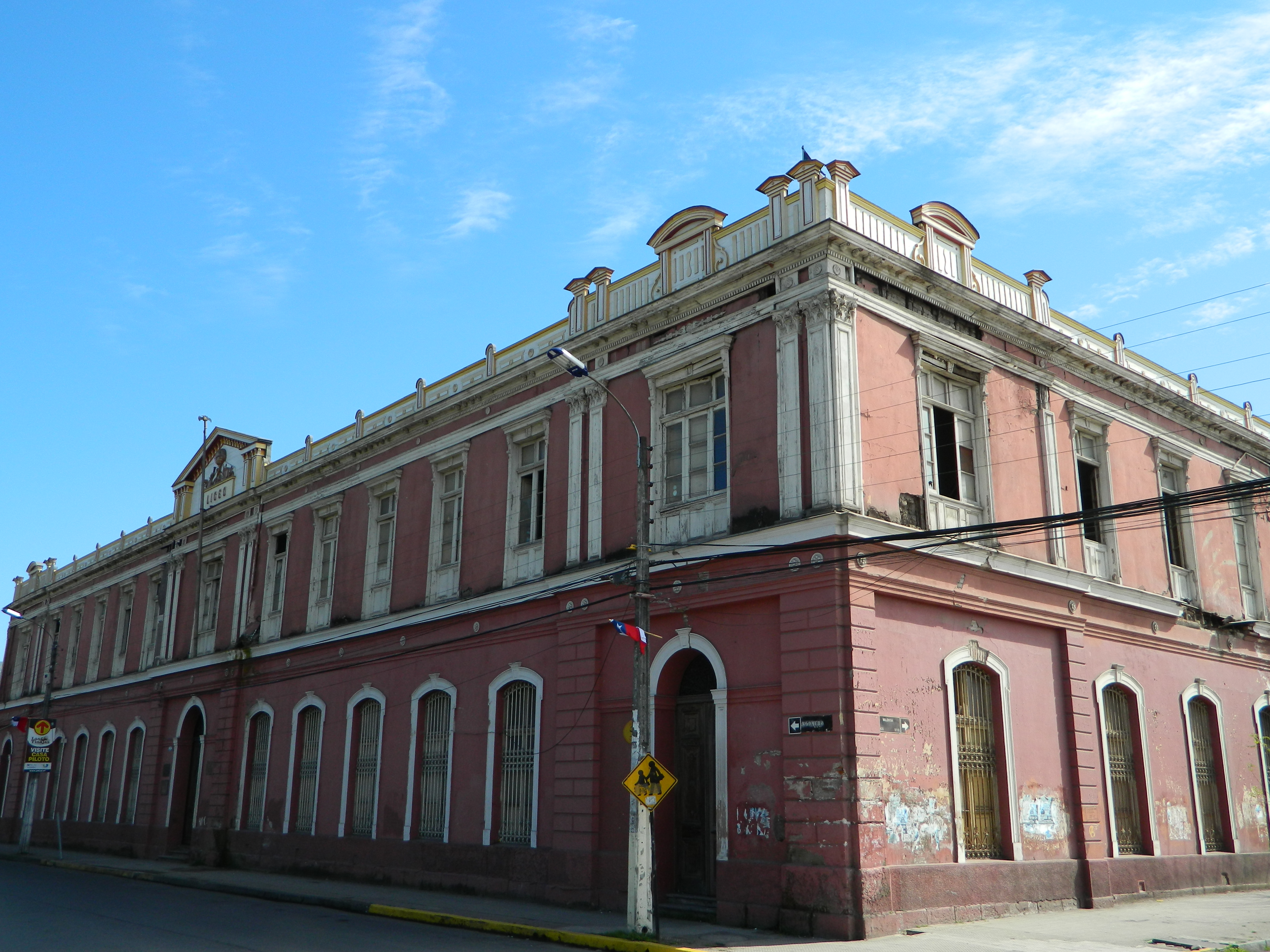
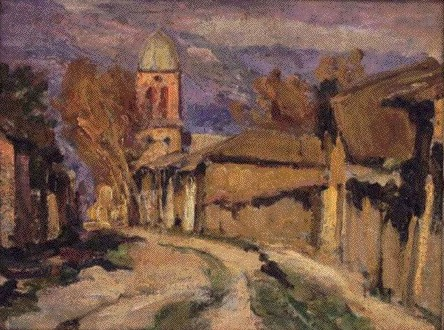

- Library of Congress Control Number: n79050002
- Nationale Bibliotheek van Israël: 987007561816505171
- Virtual International Authority File: 158263129